# Halbert E. Paine

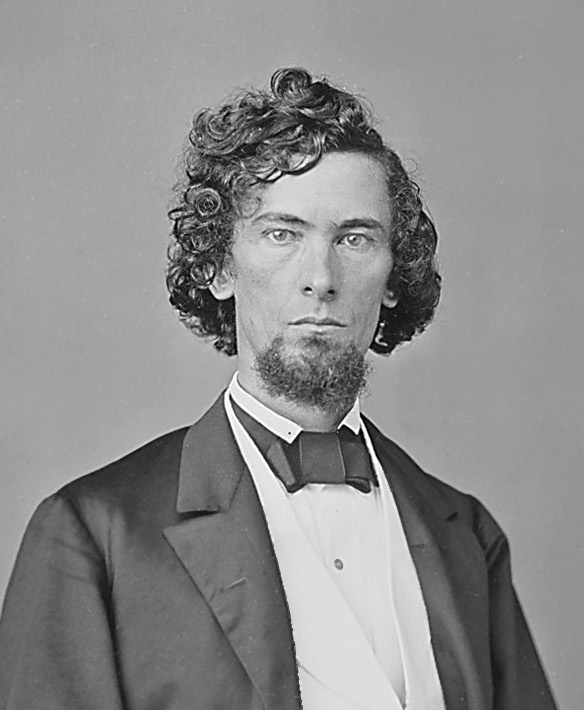
Halbert E. Paine

Halbert Eleazer Paine (* 4. Februar 1826 in Chardon, Ohio; † 14. April 1905 in Washington, D.C.) war ein US-amerikanischer Politiker und General im Unionsheer während des Amerikanischen Bürgerkrieges. Er war Cousin ersten Grades des späteren Generals Eleazer A. Paine.

## Frühe Jahre
Paine besuchte die Gemeinschaftsschulen und graduierte dann 1845 am Western Reserve College. Anschließend zog er nach Mississippi, wo er ein Jahr lang an einer Schule unterrichtete. Danach zog er nach Cleveland, Ohio, um dort Jura zu studieren. Er bekam seine Zulassung als Anwalt 1848 und eröffnete dann eine eigene Praxis. Paine zog 1857 nach Milwaukee, Wisconsin, wo er weiter als Anwalt tätig war.

## Amerikanischer Bürgerkrieg
Mit dem Ausbruch des Sezessionskrieges trat Paine in das Unionsheer ein. Zu Beginn bekleidete er dort den Dienstposten des Regimentskommandeurs des 4. Wisconsin Infanterie-Regiments im Dienstgrad Oberst. Im März 1863 wurde er dann zum Brigadegeneral befördert und führte als Kommandeur die 3. Division der Golf-Armee bei einem Sturmangriff während der Belagerung von Port Hudson. Er erlitt bei diesem Angriff eine Verwundung, die zur Amputation eines seiner Beine führte. Nach seiner Genesung kommandierte Paine 1864 die Truppen bei der Verteidigung von Washington, D.C. während des Raids von Generalmajor Jubal A. Early. Am 14. März 1865 wurde er zum Brevet-Generalmajor der Freiwilligen befördert. Danach trat er am 3. Mai aus der Armee aus und kehrte nach Wisconsin zurück.

## Politik
Nach dem Krieg wurde Paine als Republikaner ins Repräsentantenhaus der Vereinigten Staaten gewählt, wo er von Dezember 1865 bis März 1871 verblieb. Während dieser Zeit war er 1866 ein Delegierter bei der Loyalists' Convention in Philadelphia. Danach verfocht er 1869 die Verabschiedung eines Gesetzesentwurfs, der Wetterbeobachtungen innerhalb des Kontinents vorsah. Darüber hinaus war er Vorsitzender des Committee on Militia (40. US-Kongress) und des Committee on Elections (41. US-Kongress). Nach Ablauf seiner dritten Amtszeit zog er sich aus der Politik zurück und entschied sich gegen eine erneute Kandidatur.

## Anwaltstätigkeit
Paine praktizierte danach einige Jahre als Anwalt in Washington, bevor US-Präsident Ulysses S. Grant ihn 1879 zum US-Patentkommissar ernannte. Er bekleidete diese Stellung zwei Jahre lang. Dann verfasste er 1888 Paine on Contested Elections. Er verstarb 1905 in Washington D.C. und wurde auf dem Nationalfriedhof Arlington beigesetzt.